# Heike Albrecht-Schröder
Heike Albrecht-Schröder (* 1. März 1991 in Düren) ist eine deutsche Gehörlosen-Tennisspielerin aus Selhausen in der Gemeinde Niederzier im Kreis Düren, Nordrhein-Westfalen.

## Leben und Karriere
Albrecht-Schröder hat im Gehörlosen-Tennis viele hohe Auszeichnungen erhalten. In der Weltrangliste belegte sie 2007 den zweiten Rang. Mit sieben Jahren hat Heike Albrecht-Schröder beim TC Inden mit dem Tennisspielen begonnen. Sie besuchte die Gesamtschule Niederzier/Merzenich und legte dort 2011 ihr Abitur ab. In München hat sie Pädagogik studiert.
Im Juli 2015 nahm Albrecht-Schröder an den ersten Gehörlosen-Weltmeisterschaften im englischen Nottingham teil und erreichte sowohl im Einzel als auch im Doppel mit Verena Fleckenstein und im Mixed mit Urs Breitenberger jeweils ohne Satzverlust das Halbfinale. Aufgrund einer Verletzung von Albrecht-Schröder wurde das Doppel-Halbfinale beim Stand von 6:7, 1:2 abgebrochen, die übrigen Halbfinals sowie die Spiele um den dritten Platz mussten daraufhin kampflos abgegeben werden.
Im Jahre 2022 gab Albrecht-Schröder ihr Comeback bei den Deaflympics in Brasilien. Dort errang sie Gold im Einzel und Silber im Damen Doppel.
Albrecht-Schröder hört erst Geräusche ab 110 Dezibel. Sie startet für den TC Blutenburg München und lebt mit ihrem Mann in München.

## Erfolge
| Jahr | Titel/Sieg                                                 | Wo                                    |
| ---- | ---------------------------------------------------------- | ------------------------------------- |
| 2004 | Deutsche Meisterin im Damen-Einzel, Damen-Doppel und Mixed | Deutsche Gehörlosenmeisterschaft      |
| 2004 | Bronzemedaille im Damen-Doppel und Mixed                   | Europameisterschaft der Gehörlosen    |
| 2005 | Goldmedaille im Damen-Doppel                               | Austrian Open der Gehörlosen          |
| 2005 | Vizemeisterin im Damen-Doppel                              | Deutsche Gehörlosenmeisterschaft      |
| 2005 | Silbermedaille im Mixed                                    | Sommer-Deaflympics 2005               |
| 2005 | Deutsche Meisterin im Damen-Einzel und Mixed               | Deutsche Gehörlosenmeisterschaft      |
| 2006 | Deutsche Meisterin im Damen-Einzel, Damen-Doppel und Mixed | Deutsche Gehörlosenmeisterschaft      |
| 2006 | Vizemeisterin im Damen-Doppel                              | Deutsche Gehörlosenmeisterschaft      |
| 2006 | Goldmedaille im Mixed                                      | British Open in Nottingham            |
| 2006 | Silbermedaille im Damen-Einzel                             | British Open in Nottingham            |
| 2007 | Silbermedaille                                             | Mannschaftsweltmeisterschaft München  |
| 2008 | Deutsche Meisterin im Damen-Einzel und Mixed               | Deutsche Gehörlosen-Meisterschaft     |
| 2008 | Goldmedaille im Damen-Einzel, -Doppel und Mixed            | 11. Gehörlosen-EM in Bukarest         |
| 2009 | Goldmedaille im Doppel                                     | Sommer-Deaflympics 2009               |
| 2011 | Deutsche Meisterin im Damen-Einzel,-Doppel und Mixed       | Deutsche Gehörlosen-Meisterschaft     |
| 2011 | Goldmedaille bei der Mannschafts-Weltmeisterschaft         | Gehörlosen-Weltmeisterschaft in Izmir |
| 2013 | Goldmedaille im Damen-Einzel und Mixed                     | Sommer-Deaflympics 2013               |
| 2013 | Bronzemedaille im Damen-Doppel                             | Sommer-Deaflympics 2013               |

## Ehrungen
- Am 31. Oktober 2008 wurde Heike Albrecht auf dem „Fest der Begegnung“ der Stiftung Deutsche Sporthilfe in Düsseldorf bei der Verleihung mit dem Sonderpreis im Gehörlosensport bei den Junioren ausgezeichnet.
- Im Jahr 2013 wurde ihr vom Kreistag Düren der Titel Sportlerin des Jahres zuerkannt.
- Im Mai 2014 erhielt sie zum dritten Mal das Silberne Lorbeerblatt, das Bundespräsident Joachim Gauck als höchste Auszeichnung für Sportler in Deutschland vergibt.[5]